# Chaetolepis
Chaetolepis é um género botânico pertencente à família Melastomataceae.

## Espécies
1. ↑  «Chaetolepis — World Flora Online». www.worldfloraonline.org. Consultado em 19 de agosto de 2020